# 愛知県道321号東幡豆蒲郡線
愛知県道321号東幡豆蒲郡線（あいちけんどう321ごう ひがしはずがまごおりせん）は、愛知県西尾市から蒲郡市に至る一般県道である。

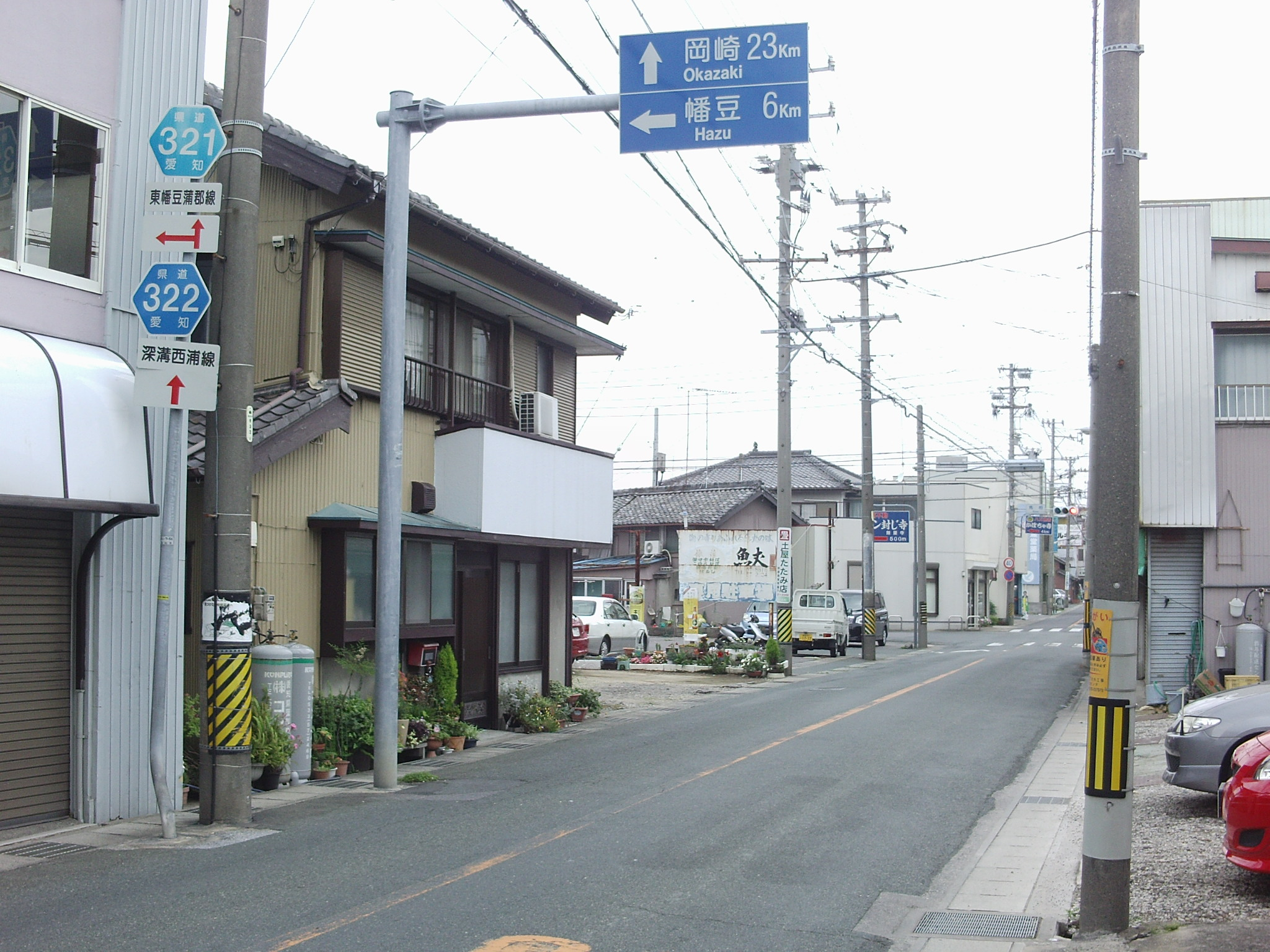
西浦町（現･蒲郡市の市域）の馬相交差点南にて。

## 概要
ほぼ全区間に亘り国道247号の旧道が県道となった路線である。山側をショートカットする国道に対して海岸沿いを通り、西浦温泉などへのアクセス道路となっている。なお終点から先は市道となるが、直進1本の道で蒲郡市中心部に通じている。

### 路線データ
- 起点：愛知県西尾市東幡豆町
- 終点：愛知県蒲郡市形原町
- 全長：約6.5km

## 沿革
- 1959年12月15日：認定

## 接続する道路
- 国道247号（東幡豆根ノ上交差点）
- 旧・愛知県道330号愛知こどもの国線（こどもの国西交差点）
- 愛知県道322号深溝西浦線（温泉街道）（馬相交差点・中戸甫井交差点間で重複）
- 愛知県道493号西浦停車場線（蒲郡市西浦町北馬相地内）
- 愛知県道494号形原港線（蒲郡市形原町三浦町地内）
- 国道247号（天神橋北交差点）

## 周辺
- 愛知こどもの国
- 名鉄蒲郡線 こどもの国駅
- 名鉄蒲郡線 西浦駅
- 形原城趾
- 形原漁港

## 別名
- 幡豆街道（西尾市、蒲郡市）